# Ático (arquitetura)
Em arquitectura, o ático é um elemento superior da fachada situado acima das cornijas, guarnecido ou não por balaústres ou pilastras que serviam para ocultar o telhado. Na antiguidade, os tipos de ático que se destacaram foram nomeadamente o ático romano (século I ao V a.C.), e o ático escalonado ou flamenco (século XIV ao XVI). Atualmente este elemento arquitetónico é frequentemente designado de platibanda. Por extensão, no último pavimento da edificação, de menor altura que os demais, o ático coroa o edifício, aproveitando o desvão do telhado. Modernamente, em prédios de vários pavimentos e nos arranha-céus, o último pavimento, onde se situam as casas de máquinas, caixas d'água, depósito etc. é rematado pelo ático. Originalmente, a palavra designa qualquer parte de uma parede acima da cornija principal. Era comummente usado pelos antigos romanos para fins decorativos e inscrições, como em arcos de triunfo. Tornou-se uma parte importante da fachada durante o renascimento, muitas vezes envolvendo um tipologia adicional, onde janelas se tonaram parte da decoração.

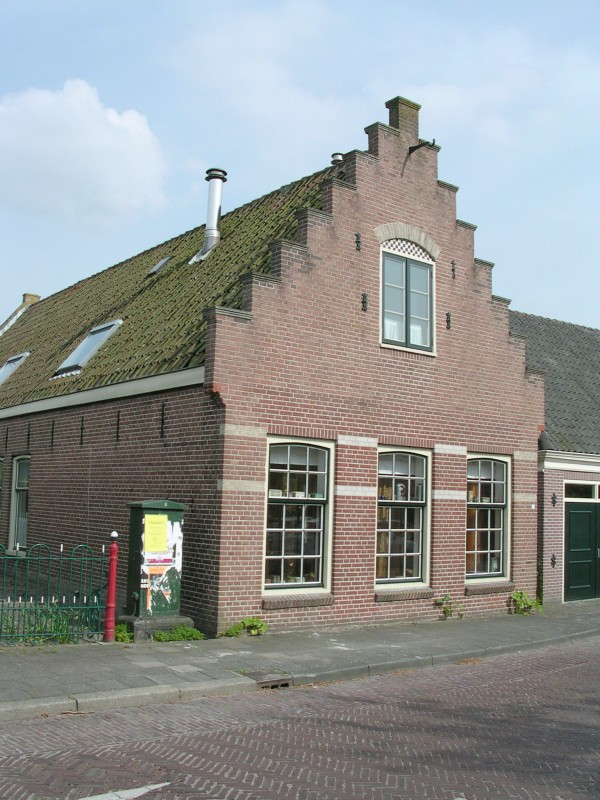
Ático que remata o gablete do edifício, na Holanda, com um cobertura de telha cerâmica.
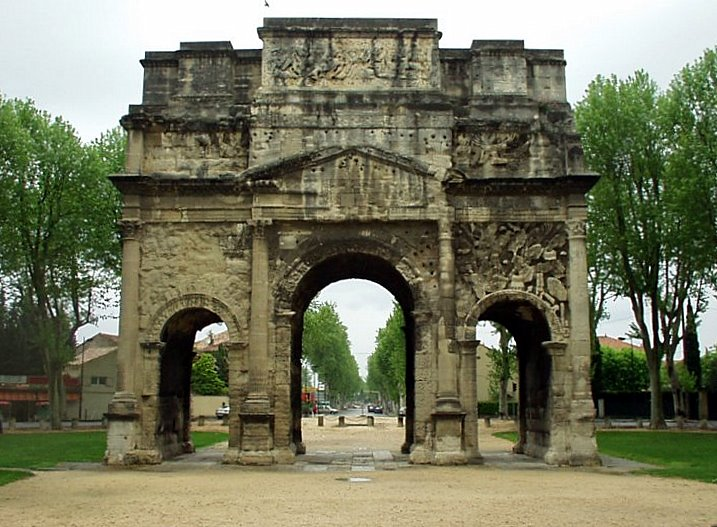
Arco do triunfo de Orange. Aqui é possível observar o ático romano que recai sobre a fachada.
Ático neoclássico presente no Arco do Triunfo em França.